# Federação Catarinense de Futebol de Salão
A Federação Catarinense de Futebol de Salão ou Federação Catarinense de Futsal, foi fundada em 25 de agosto de 1957 e teve como seu primeiro presidente o Dr. Fernando Luiz Soares de Carvalho, permanecendo de 1957 a 1959. Sua sede está situada na cidade de Florianópolis.

## História

### Início
A história do futebol de salão em Santa Catarina iniciou-se no ano de 1956 através da Polícia Militar do Estado. Durante este período, formava-se também um outro grupo praticante do esporte na empresa Eletro Técnica, através da liderança dos irmãos Leonel Timóteo Pereira (Nelito) e Juvenal Nelinho Pereira que, na época, dispunham de uma quadra com iluminação noturna.
No norte do estado o futebol de salão começou a ser praticado na cidade de Joinville, através da equipe Curriola Independente e do América, liderados pelo ex-jogador de futebol de campo Zabot. O primeiro confronto interregional, entre capital e interior, aconteceu em 1957 nos jogos Polícia Militar (Florianópolis) 4 x 5 Curriola Independente (Joinville) e Polícia Militar (Florianópolis) 2 x 1 América.
Ainda no mesmo ano, a Federação Atlética Catarinense (FAC) inaugurou o Departamento de Futebol de Salão, assumindo como primeiro diretor o Sr. Waldir Mafra, quando também foi organizado o primeiro "Jogos de Inverno", com destaque para a participação dos times da Polícia Militar e do Clube Doze de Agosto.

### A Federação
No dia 25 de agosto de 1957, com o apoio de clubes do estado, fundou-se a Federação Catarinense de Futebol de Salão (FCFS). O primeiro presidente a assumir a presidência da entidade foi o Dr. Fernando Luiz Soares de Carvalho, permanecendo na função até o ano de 1959.
No mesmo ano da fundação foi realizado o primeiro torneio início da categoria adulto, que teve o Clube Doze de Agosto como o campeão e o Taubaté Esporte Clube como vice.

### Âmbito estadual e nacional
No ano de 1958 é organizado, pela Federação Catarinense de Futebol de Salão, o primeiro Campeonato Catarinense de Futsal. Nesta competição o Clube Doze de Agosto de Florianópolis tornou-se o primeiro campeão estadual de futebol de salão da história, e a Sociedade Cruzeiro do Sul de Joinville foi vice.
A federação conseguiu sua filiação junto a extinta Confederação Brasileira de Desportos através dos trabalhos do Almirante Máximo Martinelli, tendo como o primeiro representante catarinense junto à mesma, o seu filho Ivan.
O primeiro confronto da Seleção Catarinense de Futebol de Salão contra um outro estado, aconteceu nos dia 7 e 8 de março de 1958, em Florianópolis, contra o estado do Paraná.

### Membros fundadores
Estes são os membros que participaram da fundação da Federação.
- Clube Doze de Agosto;
- Bocaiúva Esporte Clube;
- Postal Telegráfico Esporte Clube;
- Associação Atlética Barriga Verde;
- Associação dos Torcedores do Clube de Regatas Flamengo;
- Clube Universitário Catarinense.[1]

## Conquistas
Seleção Catarinense de Futsal
- Campeonato Brasileiro de Seleções de Futsal: 1987, 2001
- Campeonato Brasileiro de Seleções de Futsal Sub-17: 2005

Seleção Catarinense de Futsal Feminino
- Campeonato Brasileiro de Seleções de Futsal Feminino Sub-20: 2007, 2009

## Competições
| Nome                                      | Atual campeão                   |
| ----------------------------------------- | ------------------------------- |
| Campeonato Catarinense de 2024            | Jaraguá (12º título)            |
| Copa Santa Catarina de 2024               | APAFF Florianópolis (1º título) |
| Recopa Santa Catarina de 2024             | Joinville (4º título)           |
| Campeonato Catarinense - Feminino de 2024 | Barateiro (5º título)           |